# Paint the Town Red (Band)
Paint the Town Red war eine deutsche Hardcore-Band aus München.

## Geschichte
Paint the Town Red wurden im November 2001 gegründet. Die Band veröffentlichte drei Tonträger bei Join the Team Player Records und absolvierte fünf Europa-Touren, unter anderem mit Converge, Champion, Bridge to Solace, Awoken, Solid Ground und Cataract.
Am 10. September 2005 spielte die Band ihr Abschiedskonzert in München, nachdem sie sich im April 2005 offiziell aufgelöst hatten. Die Mitglieder spielen heute bei Heartbreak Kid, Within Walls, Deathspirit und The Blackout Argument.
Die Mitglieder der Gruppe verstanden sich – zumindest zum Teil – als stark (links-)politisch geprägt und brachen dies etwa auch in den Texten der Band zum Ausdruck.

## Stil
Der Stil der Band orientiert sich stark am Klang von metallischeren NYHC-Bands wie Madball sowie am sogenannten New-School-Hardcore-Sound.

## Diskografie
- 2002: Last Gang in Town (EP, Join the Team Player Records)
- 2003: Weapons (Split-EP mit Rise and Fall, Join the Team Player Records)
- 2004: Home Is Where the Hate Is pt.II (Join the Team Player Records)